# التينة
التينة، قرية فلسطينية مهجرة، تقع إلى الجنوب الغربي لمدينة الرملة. كان يمرّ بطرفها الشرقي خط سكة حديد بئر السبع–الرملة في العهد العثماني، ولكنه توقف أثناء الانتداب البريطاني. في عام 1948 احتل اليهود قرية التينة، طردوا سكانها، ودمروها.

## موقع القرية
كانت ترتبط قرية التينة مع طريق غزة– جولس– القدس الرئيسية المعبّدة بدرب مُمهد طوله 4 كم عن طريق قريتيّ المسمية الصغيرة والمسمية الكبيرة. كما تربطها دروب ممهدة بقرى الخيمة، جليا، إذنبة، تل الترمس، وتل الصافي.
قامت التينة فوق رقعة منبسطة من أرض السهل الساحلي الجنوبي، ترتفع نحو 75م عن سطح البحر، وتنحدر الأرض حولها انحدارًا عامًا نحو الشمال الغربي. يجري في طرفها الجنوبي وادي العرسان الذي يرفد وادي منصور المتجه نحو المسمية في الشمال الغربي. امتدت القرية في أواخر عهد الانتداب، فسار نموها العمراني على شكل محاور صغيرة بمحاذاة الدروب المتجهة نحو تل الصافي وتل الترمس والمسمية.

## احتلال القرية وتطهيرها عرقيًّا
تعرضت قرية التينة للهجوم حتى قبل انتهاء الهدنة في 8-9 تموز/يوليو 1948، كانت من أوائل القرى التي احتُلت في سياق عملية أن-فار، وقت احتلال المسمية الكبيرة، المسمية الصغيرة والجلدية، من قرى قضاء غزة. في سياق ذلك، كتب مراسل «نيويورك تايمز» أنّ من نتائج احتلال القرى الأربع أنّهم نجحوا في إفشال الاختراق المصري في اتجاه اللطرون.

## القرية اليوم
لا أثر للقرية اليوم، وثمة بالقرب من الموقع منطقة واسعة مسيّجة من جهة الجنوب، غلبت عليها الشجيرات والنباتات الشائكة. غُرس بستان برتقال على جانبي الموقع الشمالي والغربي. كما يمرّ إلى الجنوب من الموقع طريق عام يمتد من الشرق إلى الغرب، بينما يمرّ خط سكة الحديد على بعد 100 متر تقريبًا إلى الشرق من الموقع.

## المستعمرات الإسرائيلية على أراضي القرية
لا وجود لمستعمرات إسرائيلية على أراضي القرية. أما مستعمرة «كفار مناحم»، التي أُنشئت في سنة 1937، فتقع على بعد 3 كلم إلى الجنوب الشرقي منها، على أراضي كانت تابعة لقرية إذنبة.